# Euploea unicolor
Euploea unicolor är en fjärilsart som beskrevs av Druce 1890. Euploea unicolor ingår i släktet Euploea och familjen praktfjärilar. Inga underarter finns listade i Catalogue of Life.